# 吉田城 (常陸国)
吉田城（よしだじょう）は、茨城県水戸市元吉田町に江戸時代以前にあった中世の居館（日本の城）。

## 概要
半島状台地には三方（一つは旧千波湖）を沼囲み、森林が茂り、武士の居館として最適な要害であった。正確な年代はさだかではないが、平安時代後期に築城されたと推定される。大掾盛幹が初め館を建てて吉田氏を称してこの地を統治した。
しかし応永23年（1416年）になると水戸は江戸氏の支配下になり、吉田城は江戸氏のものとなる。その際、土塁や濠を強化したと推定される。他方、天正18年（1590年）江戸氏が佐竹義宣に攻略されると水戸は佐竹領となり、同城も佐竹氏の統治下となる。佐竹氏は水戸城の増築と城下町の整備に力を入れ、吉田城は水戸城の支城としての性格が強まる。重臣である車斯忠（車丹波）に吉田城は与えられた。
だが、佐竹氏国替に伴い廃城となった。それ以降、水戸藩主第2代徳川光圀により跡地には常照寺が建てられ、現在に至る。